# Sueño de lobos
Sueño de lobos es una novela realizada por el escritor y crítico literario ecuatoriano Abdón Ubidia, quien, por esta obra obtuvo su segundo Premio Nacional de Literatura José Mejía Lequerica en 1986 La obra está ambientada en la ciudad de Quito entre los años de 1979 y 1980.  La obra refleja a través de sus personajes, las sensaciones experimentadas durante la transición entre la última dictadura militar y el regreso a la democracia. "Sueño de lobos es la historia de un hombre -de una ciudad, de un país, de un mundo- que se encuentra entre la modernidad y la posmodemidad en un estado de confusión y desorientación"

## Argumento
Sergio es un hombre que se encuentra atravesando la llamada “crisis de la mediana edad” pertenece a la clase media-baja, se ha casado, tiene un hijo de ocho años llamado Pedrito, trabaja como oficinista en el mismo banco en el que (a su criterio) su padre acabó su vida, se encuentra perpelejo ante las mutaciones que ha sufrido la ciudad desde los cincuenta hasta los ochenta.
Tras su cumpleaños número treinta y cuatro después de dormir la borrachera de la fiesta, Sergio sufre el advenimiento de un insomnio pertinaz, que hace que casi nunca duerma. En un principio, este trastorno produce en él mucha ansiedad y sufrimiento, pero poco a poco va aceptando su condición de insomne y empieza a explorar con su mente las posibilidades de vida que le brinda el hecho de contar con más horas en el día para estar despierto.
En el transcurso de sus veladas, Sergio empieza a verse a sí mismo con una especie de hombre-lobo, lo cual tiene relación con una experiencia infantil que de cierto modo marcó la vida del protagonista. Durante esta nueva ventana de tiempo que se le abre a causa del insomnio. Cansado de las borracheras, de los amores furtivos, de la vida de oficinista, de la ciudad y sus nuevas posibilidades, Sergio analiza de manera concienzuda la mayoría de los actos de su vida y ve como el hastío, la insignificancia son la emociones que predominan en su ser. Por tanto urde un plan, tan fantástico e inverosímil para una persona como él, que le parece (a sabiendas de lo irreal del mismo) que será una ventana de escape a la profunda crisis existencial en la que vive. A través de una amiga de fiestas, llamada la “loca” Marcela, Sergio entra en contacto con el “turco” Antonio, quien vende marihuana en el barrio de San Juan, en el centro histórico de Quito y le propone robar un banco, para lo cual le solicita que Antonio reúna un grupo de gente capaz de realizar dicha empresa criminal.
El “turco” Antonio es parte de una jorga de amigos (todos, delincuentes lastimeros) que se reúnen en el billar “El Guayas” (ubicado en el barrio el Aguarico), cuyo líder es el Gavilán, un delincuente de poca monta pero con mucha capacidad de liderazgo y decisión. Y cuyos miembros restantes son el “maestro” un mecánico (que no tiene ninguna necesidad de quebrantar la ley, más que por sentirse parte de un grupo; en un anhelo de revivir el sentido de comunión que perdió cuando su familia indígena dejó un remoto pueblo de la provincia del Carchi para trasladarse a la ciudad) y el “patojo” Gonzalo (el payaso del grupo), quien tiene un amargo resentimiento por la miserable vida que le tocó vivir por causa de la poliomielitis que deformó sus piernas.
Durante las noches el grupo se emborracha, juegan al billar, naipes y sueñan con el gran golpe que cambiará sus vidas para siempre. En este estado de cosas, Antonio comenta a sus amigos acerca del plan de Sergio (a quien Antonio lo ha bautizado como el “doctorcito”) de atracar el banco. El grupo harto ya de las constantes mentiras e inventos de Antonio, no presta atención a su narración, sin embargo, a pesar del buen juicio de cada uno de ellos, una duda se planta en sus mentes, y terminan aceptando conocer al mentado “doctor”.
Tras algunas reuniones fallidas y desencuentros finalmente Sergio y el grupo de amigos de Antonio definen que asaltarán el banco el día 5 de diciembre de 1980 (en pleno fervor de las fiestas de fundación de Quito) también han incluido en sus planes a Don Nacho -un anciano usurero, contrabandista regente del billar “El Guayas” y, según comentarios de la gente del barrio El Aguarico, un viejo maldito que tiene pacto con el demonio- quien se encargará de financiar la operación y de aportar con dos hombres más para la realización de la misma.
Finalmente el asalto ocurre el 5 de diciembre de 1980, pero con resultados desastrosos para todos los implicados, con excepción del Gavilán. Sergio escapado del desastre se refugia en casa de la “loca” Marcela y experimenta, después de mucho tiempo un cansancio que lo hará dormir toda la tarde para luego despertarse y salir a gozar las fiestas de Quito, buscando ahogar sus pensamientos en alcohol hasta que en un momento de locura decide “torear”, a manera de broma, los autos que cruzan la avenida seis de diciembre, provocando un fatídico final.
Cinco años después nos encontramos que el “patojo” Gonzalo y el “maestro” se encuentran recluidos en el Penal García Moreno, el primero se ha vuelto soplón de las autoridades del Centro de detención y el segundo está amargado a causa del encierro. Cecilia exesposa de Sergio, se encuentra con la jovencita, quien fuera hace algún tiempo la amante de su primer marido, convertida en un ama de casa con dos hijos, y siente por fin se ha cerrado una vieja herida (dejada de su relación con Sergio, con el que estuvo casada 10 años y a quien no conoció nunca).

## Personajes
Sergio, un hombre que a partir de su cumpleaños número treinta y cuatro comienza a padecer de un contumaz insomnio, no puede volver a conciliar el sueño. Sergio se encuentra enfrentando una profunda crisis existencial. Se siente atrapado en un empleo que odia, cabeza de una familia que le es extraña y en una ciudad que está sufriendo profundos cambios por el impacto que ha significado el boom petrolero de los años setenta. 
El Gavilán, un hombre decidido, forjado en la dura vida de la calle, ladrón, chulo, matón, con una extraordinaria confianza en sí mismo y con grandes dotes de mando. Está consciente que su miserable vida está por cambiar, que el llegará a ser un triunfador. A sus veintitrés años es el líder indiscutido de su grupo de amigos formado por el “Turco Antonio”, “El Maestro” y el “Patojo” quienes pese a tener mayor edad, lo admiran, respetan y temen.
El “turco" Antonio, paranoico por naturaleza, siempre temeroso de la muerte y especialmente de la soledad, vive de ciertos robos menores y de la venta de marihuana, de la cual abusa al igual de muchos preparados alucinógenos para calmar sus nervios y masticar el odio-amor que siente por Francisca, una peruana que lo inicio en la vida de hippie.
El “maestro”, a sus 39 años, Segundo Pilataxi, el “maestro” puede presumir que es feliz. Cuenta con una esposa a la que ama, y que le provoca las satisfacciones sensuales más agradables (a saber el amor y la cocina), hijos que crecen bien, un taller mecánico en sociedad con un amigo en el que no falta la clientela, una jorga de amigos con quienes emborracharse y participar, sin saber por qué, en pequeños delitos. 
El “patojo” Gonzalo, el payaso del grupo, alegre, artista de peñas y prostíbulos de la avenida 24 de mayo. Víctima de la poliomielitis, sus piernas son completamente deformes y apenas sostienen su, en contraste, poderoso cuerpo superior "Vengativo y socarrón se gana la vida dando serenatas en los alrededores de San Juan, y con ciertos beneficios que le aportan los pequeños robos en los que participa en compañía de sus compinches.
Don Nacho, viejo usurero, contrabandista y millonario, según las habladurías del barrio El Aguarico. Dueño de dos casa renteras contiguas, en una de las cuales funcionan los billares “El Guayas”, los víveres “Doña Ermelinda” y su oficina de contaduría, que no es más que una cachinería. Temido por todos en el barrio; pese a su avanzada edad, tos crónica y frágil apariencia física.
Maribel, es la pareja del Gavilán, completamente devota a él, pues considera que es su última oportunidad de amar. Se encuentra en sus treinta años, trabaja como prostituta en un local de mala muerte llamado “El Palmar”. Destacan en su aspecto unos ojos de color amarillo y dos cicatrices profundas. Secretamente guarda la esperanza de montar una tienda de víveres y formar una familia con su pareja, algo que al Gavilán enfurece de sobremanera despertando toda la violencia latente en él.
Cecilia, esposa de Sergio, una mujer de media clase que no ha superado el sinsabor que le significó la infidelidad de su marido con una mujer más joven hace algunos años atrás. Ella empieza a sentir que la juventud la está abandonando, en una vida que no le es completamente agradable con un hijo a quien criar y con un marido cuyas excentricidades, como la de no dormir nunca, empiezan a inquietarle.